# Iouri Baouline
Iouri Nikolaïevitch Baouline (en russe : Юрий Николаевич Баулин, né le 5 octobre 1933 à Moscou en URSS - mort le 5 décembre 2006 à Zelenograd en Russie) est un joueur russe de hockey sur glace.

## Biographie

### Carrière en club
En 1951, il commence sa carrière dans le championnat d'URSS avec le HC Spartak Moscou. Il a ensuite porté les couleurs du CSKA Moscou, du SKA Leningrad et du Torpedo Oust-Kamenogorsk. Il met un terme à sa carrière en 1965. Il termine avec un bilan de 240 matchs et 135 buts en élite.

### Carrière internationale
Il a représenté l'URSS à 19 reprises (4 buts) sur une période de quatre saisons entre 1955 et 1960. Il a remporté le bronze aux Jeux olympiques de 1960. Il a participé à deux éditions des championnats du monde pour un bilan d'une médaille d'argent et une de bronze.

## Statistiques
Pour les significations des abréviations, voir Statistiques du hockey sur glace.

### En équipe nationale
| Année | Équipe | Compétition |   | PJ | B | A | Pts | Pun                |  | Résultats |
| 1959  | URSS   | CM          | 5 | 3  |   | 3 |     | Médaille d'argent  |  |           |
| 1960  | URSS   | CM & JO     | 6 | 1  | 2 | 3 | 10  | Médaille de bronze |  |           |